# کرونل ژائو سا
کرونل ژائو سا (به پرتغالی: Coronel João Sá) یک منطقهٔ مسکونی در برزیل است که در باهیا واقع شده‌است. کرونل ژائو سا ۱۵٬۷۱۷ نفر جمعیت دارد.